# 格岑塞

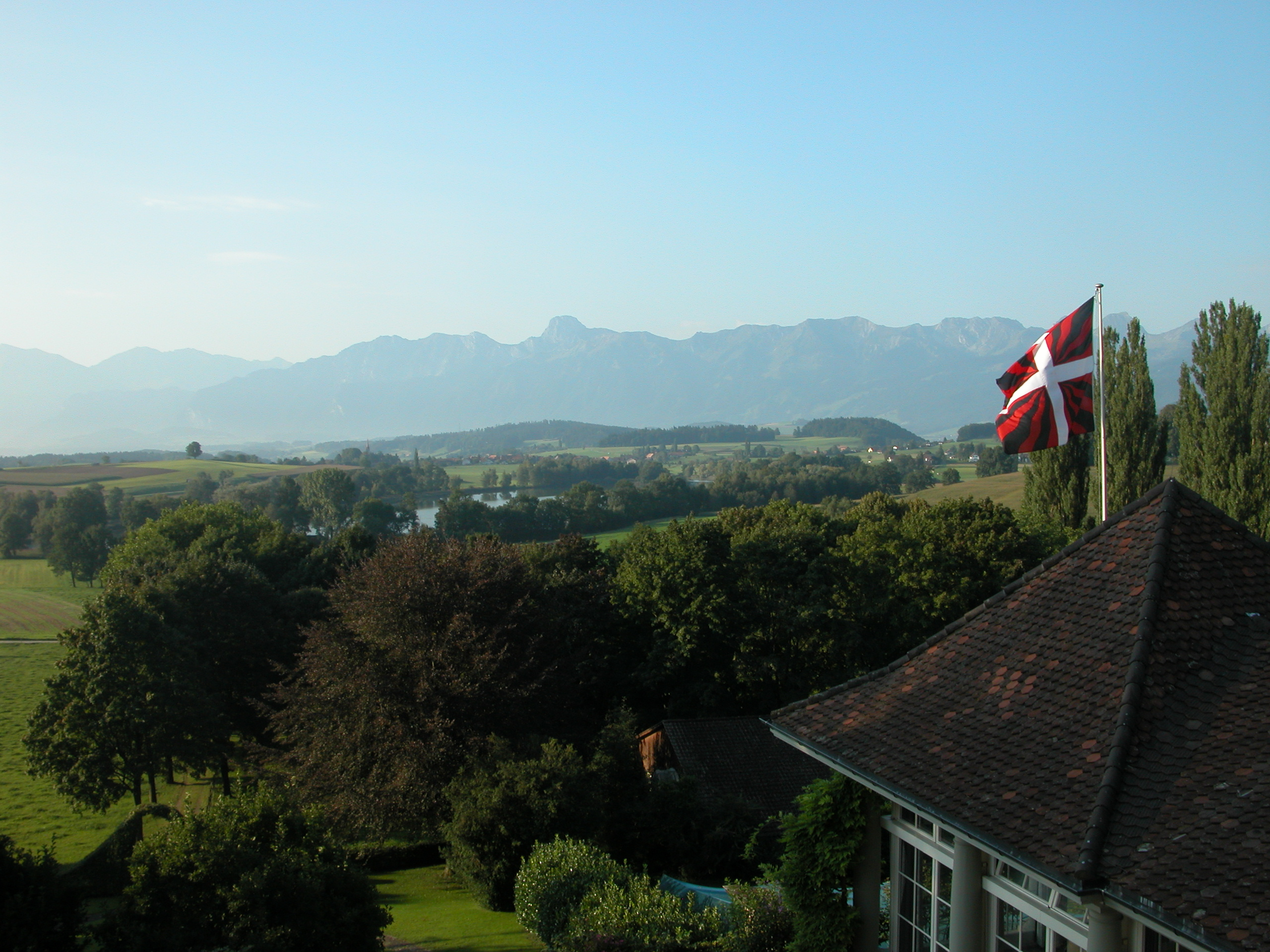

格岑塞（德語：Gerzensee）是瑞士的城鎮，位於該國中西部，由伯恩州負責管轄，面積7.79平方公里，七成土地是農業用地，海拔高度646米，2011年人口1,140，人口密度每平方公里146人。